# Saint-Denis–Dieppe-vasútvonal
A Saint-Denis–Dieppe-vasútvonal egy 161 km hosszúságú, Saint-Denis és Gisors között 25 kV 50 Hz áramrendszerrel villamosított, normál nyomtávolságú, részben kétvágányú vasúti fővonal Franciaországban Saint-Denis és Dieppe között.

### Fontosabb állomások
A legfontosabb állomások a Saint-Denis–Dieppe-vasútvonalon:
- Gare de Saint-Denis
- Gare d’Épinay - Villetaneuse
- Gare d’Ermont - Eaubonne
- Gare de Pontoise
- Gare de Gisors
- Gare de Serqueux
- Gare de Dieppe

## Szolgáltatások
A Saint-Denis–Dieppe-vasútvonalon a következő személyszállítási szolgáltatások működnek:
- RER Ermont-Eaubonne és Pontoise között;
- Transilien regionális szolgáltatás Párizsból és Persan-Beaumont, Pontoise, Luzarches és Gisors-Embranchement között;
- TER Haute-Normandie regionális szolgáltatás Gisors-Embranchement és Serqueux között.